# متليلي
متليلي هي إحدى بلديات دائرة متليلي بولاية غرداية الجزائرية. هي من البلديات العريقة من حيث المنشأ، كانت تابعة لعدد من الجهات قبل أن تصبح إحدى بلديات ولاية غرداية الجزائرية تبلغ مساحتها 7300 كلم مربع في موقع يبعد 40 كلم من مقر الولاية، بينما تبعد عن العاصمة حوالي 650 كلم.
وصل عدد سكانها في سنة 1998م إلى 35427 نسمة. يميزها مناخ صحراوي جاف وحار صيفاً قليل الأمطار وبارد شتاء وعلى هذا الأساس تم الاعتماد على المياه الجوفية فإن طابع المنطقة يبقى فلاحياً يليه الرعي الذي كان في المقام الأول خلالة حقبة خلت. تأتي بعدهما بعض الصناعات التقليدية والوحدات الإنتاجية التي تساهم بقسط متواضع في اقتصاديات المنطقة ويبقى الجانب السياحي الأوفر حظاً باعتبار أن البلدية تزخر بمعالم أثرية وتاريخية.

## التسمية
أصل الشعانبة: ينحدرون من علاق بن عوف من سليم بن منصور من العدنانية المنتمين إلى بنو سليم. أجمعت المصادر على أن أوائل الشعانبة وفدوا إلى شمال أفريقيا بعد الفتوحات الإسلامية وهم في تنقلاتهم قد أسهموا في نشر الدين الإسلامي واللسان العربي. في حين نجد أن بعض الروايات المتواترة إلى أن أصل الشعانبة هي تركيبة لكلمتي «شعاع نبا» أو «شعاع بان» أي شعاع ظهر وهي صفة لخصلة كانوا يتميزون بها وإلى اليوم وهي كرم الضيافة. من ذلك أنهم كانوا قديما يشعلون النار ويبقونها مشعة ليلا كما قد يلجئون إلى حثو التراب نهارا للدلالة على مكان تواجدهم لعل تائها في تلك الربوع الخوالي أو قاصدا أو عابر سبيل يهتدي إليهم فينزل بينهم على السعة والرحب.. ومن تم غدت هذه الصفة ملازمة لهم وبفعل التداول تداخلت الكلمتان لتصبح كلمة واحدة وهي «الشعانبة».
أما تسمية المدينة بمتليلي فلها قصة أخرى، من ذلك أن الشعانبة حينما وفدوا من شبه الجزيرة العربية مكثوا بناحية " فزان في ليبيا وفي منطقة اسمها " واد ليلي" حيث شيدوا قصرا هناك لا زالت أنقاضه باقية. وصادف أن رحل فريق منهم إلى منطقة متليلي الحالية فوجدوا أن هذه تشبه تماما المنطقة التي جاؤوا منها لوجود واد بها وأرض خصبة فقيل هذه بقعة " مثل ليلي " وبفعل التداول تلاحمت الكلمتان لتصبح متليلي.
الاستقرار بمتليلي: خلال الزحف الداخلي لهذا القبيل والتنقل من منطقة لأخرى، استقر بهم المقام بمنطقة متليلي وكان ذلك في أوائل القرن الرابع عشر الميلادي، وكما واضح فإن طبيعة المنطقة كانت تؤهل مثل هذا الاستقرار ولو أنه كان جزئيا في بدايته فالمنطقة يخترقها واد كبير «واد متليلي» الذي يمتد على مسافة 350 كلم إلى نواحي ورقلة، هذا الأخير ساعد على إيجاد أرض خصبة أنمت مجال الرعي الذي احترفه الشعانبة بداية وحول اهتمامتهم فيما بعد إلى الميدان الفلاحي الذي وجدوا فيه ضالتهم وبه غدا المجالان من أقوى دعائم الاقتصاد بالنسبة للشعانبة مكناهما من التمتع برغد العيش والانتقال إلى مزاولة أنشطة تقليدية وامتهان حرفة التجارة التي برعوا فيها وذاع صيتهم عن طريقها في مختلف المناطق اللصحراوية والمناطق التابعة لدول مجاورة كمالي والنيجر وليبيا وتونس وغيرها.

## الصناعة التقليدية
تشكل الصناعة التقليدية إحدى المكونات الأساسية الشخصية الصحراوية الإبداعية، فهي الوسيط بين الماضي والحاضر، يستقبلها العالم في صورة منتوج صغير لتبلغ عن رسالة أصيلة معطرة برائحة الحضارات السالفة والتراث الإنساني الثقافي الذي صهرته عبر سيرورة التاريخ القدرة للخلافة الإبداعية للإنسان المتليلي بصفة عامة للصانع التقليدي خصوصا وهو ما يبرز اعتزازه بكينونته وانفتاحه على الآخر ويحتضن قصر متليلي كما يعلم الجميع صناعات وفنون شتى ومتنوعة تعد النشاط الرئيسي لفئة عريضة من السكان وتشكل مورد عيش أغلبيتهم، وفضلاً عما تضفيه من رونق وبهاء على مختلف معالمها وفضاءاتها مما يجعلها تحظى بمكانة خاصة في نفوس مختلف الزوار الذين يتوافدون عليها من مختلف الجنسيات، والصناعة التقليدية صورة لهذا المجتمع في كل مراحل تطوره لهذا جاءت منتجاتها متنوعة، وغنية بالدلالات الاجتماعية والتاريخية، وهذا التنوع دال على المستوى الحضاري المتميز للمجتمع في القصرالقديم، لقد راكمت هذه المدينة على امتداد تاريخها صيدا غنيا ومتنوعا من الصنائع والفنون اليدوية.... وعنيت مرد وديتها في التنمية الاقتصادية والاجتماعية للعاملين بها.
قطاع الزرابي: إن من يلاحظ بين أزقة القصر القديم غدو مجالات البصر إلى لفائف الزرابي المعروضة للبيع حيث أبدعت المرأة الصحراوية عموما والمرأة القاطنة بالقصر القديم خصوصا في هذا المجال الذي يعتبر حيوي ومصدر رزق لأغلبهن ويتجسد إبداعها في تحويل المادة الأولية، الذي يدخل ضمن أنواع الصناعة التقليدية وهو تحويل صوف الغنـم ووبر الإبـل إلى خيوط ناعمة ومن تم وبوسائل تقليدية أخرى يتم تحويل تلك الخيوط إلى زرابي أخاذة للبصر بتلك الرموز الفنية العريقة.

### صناعة النحاس والفضة
انطلاقا من قطاع الزرابي نتجه ونحط الرحال بصناعة النحاس والفضة التي لا تقل شأنا عن صناعة الزرابي حيث يتواجد بمحلات متواضعة وبوسائل بسيطة جدا حيث نجد بعض التحف والأواني وبعض من أنواع الحلي الجميلة بأشكـــال ورموز فنية وهندسية غنية عن التعريف.

### الخياطة
الخياطة التي كانت ولا زالت فضاء للإبداع، ورغم صمودها أمام غزو الملابس الجاهزة الحديثة بدأت تتأرجح بين اليسر والعسر، والسبب في ذلك الخياطة التقليدية في المحلات السرية كالبيوت حيث أن المحلات تقدم الإنتاج بأثمنة زهيدة قد يفضلها المستهلك دون مراعاة مقاييس الجودة. لكن ما يلفت الانتباه هو وجود بيوت تتعلم فيها النسوة والبنات أي الجيل الناشئ فنيات الخياطة بأنواعها وتساهم بعض الجمعيات في ذلك من أجل المحافظة على هذا التراث، وهذا المجال ليس مقتصرا على النسوة فقط بل حتى الرجال فهم يبدعون فيه حيث يتواجد بالقصر محلات عدة للخياطة ومن أهم الألبسة التقليدية التي تتميز بها المنطقة هي القندورة (لعباية) والشاش (العمامة).

### النحت على الكر ناف
تعتبر النخلة من أهم المنتوجات الفلاحية حيث تساهم في مختلف القطاعات، فهي تمده بالمادة الأولية استغلها الإنســان وأبدع في حرفته هاته بوضع أجمل الزخارف والأشكال الفريدة من نوعها على الكرناف حيث نحصل في الأخير على تحفة ولا أروع فهي توضع لتزيين للبيت.

### صناعة السروج
من أقدم المهن لكونها ارتبطت بوجود الفرس والفارس وقد طورها الصناع وأدخلوا عليها جماليات كما أصبحت زينة المناسبات والأفراح خلال الألعاب الفروسية والمهرجانات التي تقام بالمنطقة كعيد المهري، لأن التطور الحضاري والتقني أصابها بالتهميش ودفعها إلى طريق الانقراض حيث انعكس هذا الوضع على حرف أخرى مرتبطة بها كاللبادة والحدادة والحرارة والكماخة.

### التقشير على الجلد
مهنة دقيقة يعتمد فيها على جلد الماعز المدبوغ بتقنية رفيعة وصناعة حديدية لتكون التحفة نفيسة ولتفرض بأثمان غالية، يصعب اقتناءها على دوي الدخل المتوسط الشيء الذي يضعف الرواج التجاري بها، واعتبار لكونها تقنية وأسرار الحرفة استقرت في يد بعض صناع ولم يفتحوا المجال لتلقين هذه المهارة الفنية إلى الشباب لإنقاذها.
صناعة الجلود: تعتبر من أشرف المهن حيث أبدع فنانوا الاختصاص في تزكية وتطوير هذه الصناعة وتنويع الإنتاج المتمثل في صناعة الأحدية وبالنعال ومختلف الأشياء الأخرى من الجلود وبأشكال غاية في الجمال وهي رائجة في المنطقة التي تتركز صناعتها بمحلات القصر القديم.

## السياحة
تقع مدينة متليلي في شمال الصحراء الجزائرية بغاردية وهي عبارة عن منطقة واحتية تبعد عن العاصمة بـ 650 كلم.
في زيارة سريعة لبعض أهم أقطاب هذه المنطقة من الوطن تجد نفسك مشدوداً إلى أروع ما جسد الإنسان بيديه من عمارة شاهدة على إتقان في هذا الفن وعلى تحكم في نمط حياة مستمد من الشريعة الإسلامية.
تجسد من خلاله التكافل الاجتماعي الحقيقي الذي نادراً ما نجده في مناطق أخرى من الجزائر. وإن كان الشعانبة قد عرفوا أن في الوحدة تندثر الفرقة فلذا أوجدوا لأنفسهم نظام حياة بني على قواعد عرفية محكمة لا يخالفها إلا من أراد أن يطرد منه بغير رجعة، نظام اتسم بالانضباط والطاعة وكان بذلك السير الحقيقي في تمكنهم من الحفاظ على مجتمع متماسك.
فإن صادف وزرت منطقة متليلي الشعانبة فإنك بذلك ستدخل أقدم متحف على الطبيعة ما زال شاهداً على براعة الإنسان الأول الذي استوطن الجهة في تنظيم أموره، وهي البلدة التي لا تبعد عن عاصمة الولاية إلا بـ45 كيلومتر فقط وفيها يستقر قصر متليلي الشعانبة القديم الذي يعود إلى عشرة قرون خلت، أي يعود إلى الفترة التي حط فيها الشعانبة رحالهم بالمنطقة. ولا يخفى عن الأعين ذلك الماضي العريق لأهل المنطقة من أصالة، ونظراً لكون هذا المعلم من التراث الذي ما زال شاهداً على عبقرية في التصميم والهندسة المعماري حظي القصر بدراسة دولية مكنته من أن يكون ضمن التراث المصنف من طرف اليونسكو عام 1982 في حين حظي بدراسة أخرى عام 1995 وترميمات أعيد له على إثرها الاعتبار بشكل كبير. وإن كان القصر القديم يتربع على 6 هكتارات ويحتوي على 400 مسكن تقليدي بنمط معماري إسلامي إلى جانب 70 محلا تجارياً تقليدياً وكذا المسجد العتيق الذي يعلوا الربوة التي تتوسطه، فإن برنامجاً خاصاً بالأمم المتحدة أدرجه ضمن القصور النموذجية في العمارة والبناء.
ووسط هذا المعلم التاريخي تجد السوق القديم للقصر الذي دخل التاريخ من أبوابه الواسعة أين تم فيه تصوير مسلسل جحا المشهور بالجزائر وإن كان هذا شان قصر متليلي الشعانبة فإن قصر أذي الذيب غير البعيد عن المنطقة لم يدرج إلى الآن ضمن آثار هذه الجهة رغم ما يؤكده علماء الآثار من أن قصر أذي الذيب يعود تاريخه إلى عصور ما قبل التاريخ وأنه يضم آثاراً للإنسان الأول الذي استوطن هذه المنطقة كما أن بالقرب منه آثاراً شاهدة حتى على الطوفان الذي حدث في حقبة تواجد نوح.تتميز المنطقة بطابع فلكلوري هام جدا يدخل ضمن الثراث اللامادي مثل القرقابو،“ الدندون ”، التمارين، الشعر الملحون، القصبة وغيرها.......يحتفل سنويا لإحياء هذا الإرث التاريخي وذلك في فصل الربيع ما يسمى“ بعيد المهري“ حيث تجتمع مختلف الثقافات.
ويتضمن هذا الحفل سباقات للخيل والجمال ومعارض للصناعات التقليدية وحفلات فلكلورية.يفتتح هذا الحفل بسير وكب من الجمال والخيل تحت نغمات أصيلة من الفرق الفلكلورية المختلفة وذالك من أقدم منطقة بمتليلي التي تعتبر إرث التاريخا وهو القصر القديم ومنه تعطى إشارة الانطلاقة هذا الحفل الذي يستمر لمدة ثلاث أيام بصيغة متواصلة.
أثبتت الاكتشافات الأثرية في منطقة متليلي على أن هذه المنطقة كانت تحوي قصورا في الأزمنة الغابرة ولحسن الحظ أن أطلال البعض منها هي باقية لحد الساعة مثل قصر «أوذي الذيب» الذي اكتشف مؤخرا عبر عمليات حفر عشوائية من قبل بعض السكان بناحية طريق اللواي على مسافة 10 كلم من مقر البلدية وقصر«لقصير» بناحية السوارق على بعد 5 كلم من مقر البلدية وكذا قصر«الدلاعة» الواقع بناحية المنصورة وربما هناك قصور أخرى لم تكتشف بعد التي سيتم الكشف عنها مستقبلا، مثل هذه القصور يعود منشؤها إلى عصر فجر الإسلام حسب الملاحظات الأولية التي أبدتها بعثة معهد علم الآثار بالجزائر خلال 1995م.و في زيارة سريعة لأهم أقطاب المنطقة من الوطن تجد نفسك مشدودا إلى أروع ما جسد الإنسان بيديه من عمارة شاهدة على إتقان في هذا الفن وعلى تحكم في نمط حياة مستمد من الشريعة الإسلامية.وبذلك ستدخل أقدم متحف على الطبيعة ما زال شاهدا على براعة الإنسان الأول الذي يعود إلى عشرة قرون خلت، أي يعود إلى الفترة التي حط فيها الشعانبة رحالهم بالمنطقة.حيث حضي القصر بدراسة بدراسة دولية، للهندسة المعمارية والتصميم الرائع الذي برزت فيه عبقرية الإنسان مكنته أن يكون ضمن التراث المصنف من طرف اليونيسكو عام 1982 م وحضي بدراسة أخرى في سنة 1995م، وبالترميمات أعيد له على إثرها الاعتبار وبشكل كبير حيث يتربع القصر القديم على مساحة 6 هكتارات ويحتوي على 400 مسكن تقليدي بنمط معماري إسلامي إلى جانب 70 محل تجاري تقليدي وكذا المسجد العتيق الذي يعلو الربوة. فإن برنامج خاص بالأمم المتحدة أدرجه ضمن القصور النموذجية في العمارة والبناء.إذ يتميز هذا التصميم المعماري بـ: معالم دينية: متمثلة في المسجد العتيق بأعلى الربوة حيث يساعد المصلي على أداء صلاته براحة، والاستماع إلى الخطيب بيسر. ومن شروطه نذكر:* الاتصال بين المصلين وتراص الصفوف* خلو صحن المسجد من الأعمدة التي تقطع صفوف المصلين* تحقيق الاقتداء بعدم وجود حائل يمنع من تلاحق وتتابع صفوف المسلمين* وجود جدار نافذ بين الصحن والحرم* ألا يكون الدخول إلى صحن المسجد مباشر2- معالم دفاعية: متمثلة في سور كبير محيط بالقصر القديم.3- معالم مدنية: متمثلة في الأسواق والساحات والأزقة ولايزال سوق القصر القديم يحتفظ بتقاليده إذ تقام به سوق أسبوعية ما تسمى بالدلالة وهي عبارة عن بيع المستلزمات التقليدية بالمزايدة.- المسكن التقليدي: نشأت هذه الثقافة المعمارية على أيدي المعمار البسيط الذي تولى عمليات الإنشاء والإبداع بشكل تلقائي يعتمد على حدسه وانتمائه الاجتماعي والديني ولم يطلع هذا المعمار الصناع على المرجع والنظريات، بل كانت تجاربه وابتكاراته تشكل مدرسة وتقليدا تتبعه الأجيال اللاحقة من المعمارين.و لقد أبدع في هذا الفن المعماري لظروفه الاجتماعية وبطبيعته النفسية وبقدرته على التفاعل مع البيئة ولقد ارتبط المعمار ارتباطا وثيقا بمصلحة الساكن وحاجاته العائلية والمناخية والتقاليد وروح الحضارة الإسلامية وليس سهل الاستيراد قد يكون المقياس إنساني في العمارة منسجما مع التوابث ودراسة فن العمارة.لقد صنع في غير مواطنه ولذلك ليس ممكنا اعتماد المقياس الهندسي الرياضي لتحليل هذا المقياس.
ولقد اختير هذا النمط لحماية سكان المبنى من البرد والحر وخارج المبنى فقد راع المعمار استعمال أدوات تقليدية من الحجر والخشب المتمثل في جدوع النخيل إذ يعتبر المادة الأولية، والجبس المتوفر في هذه المنطقة.
وفي جميع المباني كانت المياه وسيلة نظافة وترطيب ومتعة عندما كانت روائح المطابخ والمراحيض المبنى، لكي يتفق مع الحاجة إلى دفء الشمس ونورها، ومع ضرورة الوقاية من الدخان لقد درس اتجاه الجوانية.فأي مبنى أو مسجد أو مدرسة (قرآنية) تمتاز بخصوصية تطلق عليها اسم الجواني بمعنى أن عمارته الخارجية أقل شأنا من عمارته الداخلية ونرى ذلك بشكل شامل في مساكن القصر القديم وساحاته ولذلك فهو يغني هذا المجال الداخلي بأروع خاصة. مع شاغل المبنى الذي يبحث عن مجال خاص به يستقل فيه عن العالم الخارجي لأسباب كثيرة أبرزها رغبته بعدم التظاهر والتفاخر ومضاهاة الزخارف والأثاث المعماري التي نجدها في الداخل أكثر منها في الخارج.
ونجد التفاف المباني والتصاقها والأزقة حول المسجد وهو تقييد بأبعاد النمط المعماري الإسلامي حيث نجد أول من أمر بمثل هذا النمط الخليفة الثاني عمر بن الخطاب. ويتألف المسكن التقليدي من طابقين إذ ان التهوية والترطيب تعد من أهم مميزات هذا النمط المعماري وتشتهر به كثير من المدن الإسلامية، حيث ينفتح للخارج بواسطة فتحة واسعة مركزية يتلقى منها الهواء والنور وتنفتح به نوافذ مشرفة، يستعمل هذا النمط لتلقف الهواء الخارجي لكي يستفيد منه الساهرون والنائمون على السطح.تحيط به غرف إحداها رئيسية للسمر العائلي مدخلها محوري واسع يقابل الفتحة المركزية ويخصص فضاء لاستقبال الضيوف الذي يسمى بالحجرة أو لعلي.
و توجد به كذلك أعمدة وهي في أغلبها منقاة من الجذوع «جذوع النخيل» ومن عناصره التكوينية هو رأس العمود أو الجزء الذي يتوج أعلاه وهو يشكل الحالة الانتقالية من العمود إلى الطاق أو الجسر الذي يعلوه، والتاج إما بسيط أو مزخرف.و نجد كذلك السقف الذي يحتوي على ما يسمى بالجريد والسعف المأخوذ من النخيل وكذا جذوع النخيل حيث تتوضع بين الجدار والآخر كأعمدة أفقية ثم تتوضع عليها الجريد بطريقة مضمومة ثم يضاف فوقها طبقة من الجبس وبهذا تكون عازلة من دخول الماء فهي بهذا الشكل تقي من حر الشمس اللافح والبرد القرص ومن قطرات الأمطار.
و بالمطبخ وفناء البت توجد مداخن الذي تزيد منه جمالا ورونقا وهي مصممة لتعديل نظام التهوية بحيث تلم بالدخان والغبار ويخرج مباشرة إلى السطح.
لا يخلو البيت من بعض الأشكال الهندسية حيث نجدها بما يسمى بالرفوف والخزانات والأبواب التي تصنع من جذوع النخيل فتضاف إليها هاته الأشكال الهندسية وبعض الطبقات من النحاس المزخرف. ونجد فوق كل باب قوس منها ماهو مزخرف الذي ينتهي بأعمدة مختلفة الأشكال على حسب مكان (موقع) الباب.
العودة كما ذكرنا آنفا أن الماء من ضروريات سكان القصر ونظرا لطبيعة المنطقة التي تتميز بمناخ صحراوي جاف فقد أبدع في استخراج الماء فحفر الآبار التي لا زالت لحد الساعة. ولها شكل متميز جدا دال على براعة وعبقرية الإنسان لتلبية حاجياته اليومية حيث نجد على حافتي البئر عمودين يضيقان نحو الأعلى التي وضع عليها جدع أصله من النخلة بشكل أفقي تتوسطه بكرة من الخشب كذلك وأسفله قليلا يوجد جدعا أقل سمكا من الأول يمر بداخله قضيب من الحديد ويسمى بالمرود ويتم استخراج الماء بالطريقة التالية:
يلف حبل المصنوع من الألياف المتواجدة بجدع النخلة حول البكرة ثم يلف حول المرود الذي يربط طرفه الأول بالحمار وطرفه الآخر بالدلو داخل البئر، عند تحرك الحمار إلى الأمام أو بشكل دوراني فإن الدلو يرتفع مملوءاً بالماء وهكذا دواليك.

## الفلاحة
إن الناظر لمنطقة متليلي الشعانبة من الأعلى يرى بأنها بساط أخضر حيث تعتبر الفلاحة من أهم الأنشطة الفعالة في المنطقة بالنسبة للنشاطات الأخرى حيث لا تزال العمود الفقري الذي يستند عليه أغلبية السكانو تقدر المساحة الإجمالية للفلاحة في منطقة متليلي حوالي 15640هـ، منها 850 هـ مخصصة لواحات النخيل المنتشرة عبر كل أنحائها.كما هناك زيادة في هذه المساحة في إطار الاستصلاح الأراضي تقدر بـ 1924.29 هـ
يحتل النخيل المساحة الكبيرة لأنه من أهم الزراعات في المناطق الصحراوية لما له من قدرة على التحمل أمام العوائق المناخية كالجفاف والحرارة ويستعمل كغطاء نباتي.حيث بلغ عدد النخيل 95500 نخلة منها 27500 دقلة نور، أما الأشجار الأخرى فهي تقدر بـ 16500 شجرة.
تعد دقلة نور من أجود أنواع التمور بالمنطقة وتوجد أنواع أخرى من التمور مثل «الغرس» وغيرها حيث توجد أكثر من 25 نوع منهاو نجد ان منطقة متليلي تشكل اكتفاء ذاتيا من حيث بعض الزراعات لسيما الخضروات الموسمية فبها تمتلأ أسواق البلدة وبأسعار معقولة منها: البطاطا، البدنجال، اليقطين، السلاطة بأنواعها وكذلك الفول السوداني وغيرها.....
و بعضا من الفاكهة مثل التفاح، الإيجاص، التين، العنب وبعضا من الحمضيات مثل البرتقال، الليمون.........
أما بالنسبة إلى مردود الإنتاج الفلاحي فله علاقة بعدة عوامل.و أهم هذه العوامل: الظروف الطبيعية بالدرجة الأولى ثم الإمكانيات البشرية والمادية. كما أن استغلال كل هذه العوامل يساهم في تحقيق إنتاج فلاحي معتبر. نذكر بعض المنتجات التي تعرف بها منطقة متليلي.

### الإنتاج الحيواني
يعتبر هذا القطاع الممول الأساسي لبعض من سكان المنطقة منذ القدم حيث كان السكان يعتمدون على زراعة النخيل وتربية المواشيو بالأخص تربية الغنم والخيول تحظى بعناية كبيرة من سكان المنطقة، إلا أن فصيلة الإبل «المهري» إنصب عليها اهتمام بشكل مكثف لإنقاضها من حالة التدهور التي أصابتها، وذلك بقيام حفل سنوي المسمى بعيد المهري محاولة لتنمية وتطوير هذه الفصيلة من الحيوانات التي تمثل ثروة ذات فائدة كبيرة.
إحصائيات لبعض الحيونات:
- الإبل: يقدر بـ 5398 رأس
- الغنم: يقدر بـ 116090 رأس
- الماعز: يقدر بـ 25185 رأس
- الأبقار: يقدر بـ 80 رأس، بالإضافة إلى تربية الدواجن بصنفيه المختلفين (المنتج للبيض والمنتج للحم)

## الرياضة
تعتبر الرياضة من أهم نشاطات لدى شباب المنطقة فهي تسلب عقولهم وتحضى بنصب كبير من وقتهم أهم هذه الرياضات طبعا كما هو في العالم كله كرة القدم حيث وصلت هذه الرياضة إلى مستويات عليا في البطولة الجزائرية وهي الآن بين التدهور تارة والرقي تارة أخرى ومن الرياضات التي حضيت بعناية كبيرة «تاحجورت» حيث تألقت في بعض المواسم واحتلت المراتب الأولى على المستوى المحلي فكانت تحتل المراتب الأولى ونظرا لبعض المشاكل لسيما المادية منها والتسير فهي في العد التنازلي، ربما أن تحسنت أحوالها فننتظر عودتها لما كانت عليه.